# Michel Siffre
Pour les articles homonymes, voir Siffre.
Michel Siffre, né le 3 janvier 1939 à Nice et mort le 24 août 2024 dans la même ville,,, est un spéléologue, explorateur, aventurier et scientifique français.

## Biographie
À tout juste dix ans, Michel Siffre parcourt la grotte du lycée du Parc-Impérial et se passionne pour la spéléologie.[réf. nécessaire]
Après son baccalauréat, il obtient un diplôme d’études supérieures (DES) à la Sorbonne.[réf. nécessaire]
De nombreuses réalisations sont médiatisées avec notamment la création de l’Institut français de spéléologie en 1962.
En 2022, il est fait membre d'honneur de la Fédération française de spéléologie pour ses travaux sur l'apport de la spéléologie à la chronobiologie.

### Expériences hors du temps

#### Expérience de 1962
Michel Siffre reste claustré deux mois durant au fond du gouffre de Scarasson dans le Marguareis, sans repères temporels, sur un glacier, à partir du 17 juillet 1962. Après trois heures de descente, il s'installe à une profondeur de  100 mètres sous terre. Il fait environ 3 °C et l'hygrométrie est de 98 %. L'humidité imprègne tout, il fait très froid. Par téléphone, il donne à la surface des informations sur le début et la fin de chacun de ses cycles de sommeil, à chaque lever et chaque coucher. Il note également son pouls. L'objectif est d'analyser la manière dont l'horloge interne du corps humain agit sur l'organisme en dehors des cycles jour/nuit. Très vite, il perd ses forces et remontera épuisé. La monotonie et le froid l'ont perturbé. Le temps psychologique ayant fortement évolué, à la fin de l'expérience, le 14 septembre, Michel Siffre pensait être le 20 août. En effet, certaines de ses périodes de sommeil n'étaient pas de simples siestes, comme il le croyait, mais de véritables nuits, ce qui l'avait amené à perdre totalement le compte des jours. De plus, les informations transmises en surface ont montré que ses cycles se décalaient chaque jour d'environ 30 minutes. Son horloge biologique faisait donc un tour complet en 24 heures et demie, ce qui correspond à la moyenne observée dans l'espèce humaine. À la fin de sa première expérience « hors du temps », il prenait son petit déjeuner vers 19 h et se couchait en fin de matinée.

#### Expérience de 1964
Michel Siffre dirige une expédition en 1964 , envoyant son ami Antoine Senni pendant  122 jours dans les ténèbres d'une grotte des environs. Grâce à lui, il découvre l'existence de cycles de 48 heures et qu'avec un tiers de sommeil supplémentaire on peut jusqu'à doubler son activité, sans stress ni fatigue,
L'armée française, en pleine réflexion sur de nouveaux rythmes de travail, et les experts de la NASA, engagés dans une course effrénée avec les Russes, sont en ébullition. Franz Halberg fondateur du laboratoire de chronobiologie à l'Université du Minnesota, viendra jusqu'à lui et le cosmonaute russe Youri Gagarine affirme l'avoir lu très attentivement,.

#### Expérience de 1972
En 1972, financé par la Nasa, Michel Siffre descend pour 205 jours dans la Midnight Cave au Texas. La pièce est maintenue à 21 degrés, des électrodes sont posées sur sa poitrine, et on lui sert les repas d’Apollo XVI — sandwichs au poulet et œufs au bacon déshydratés.

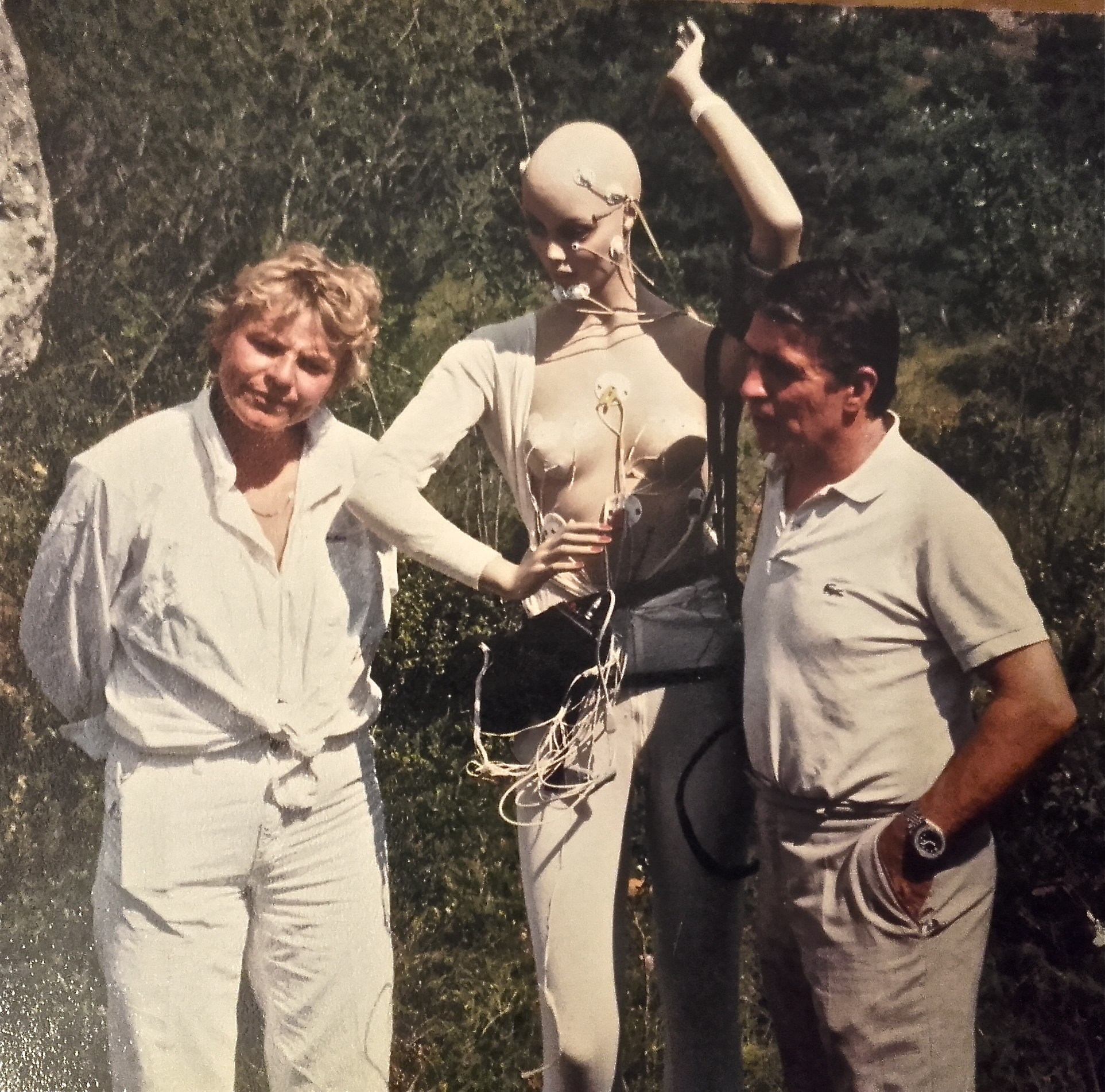
Michel Siffre et Véronique Le Guen, présentation des connexions sur un mannequin, avant l'expérience « hors du temps » en 1990.

#### Autres expériences (1988 et 1999)
En 1988, Michel Siffre supervise l'expérience réalisée par Véronique Le Guen, qui est restée 111 jours sous terre pour étudier ses rythmes circadiens.
En 1999, il réalise une autre expérience « hors du temps » dans une galerie de la grotte de la Clamouse (Hérault) durant plus de deux mois.

### À propos de la missionDeep time
En mars 2021, Michel Siffre s'exprime sur la mission Deep Time conduite en Ariège dans la grotte de Lombrives qui réunit, en mars-avril 2021, 15 personnes durant 40 jours en situation d'isolement temporel dans un contexte caractérisé par 100 % d'humidité et une température de 10 °C qui ravive le souvenir de son expérience.

## Publications
- Hors du temps. L'expérience du 16 juillet 1962 au fond du gouffre de Scarasson par celui qui l'a vécue, Julliard, 1963.
- Geneviève Oléron, Paul Fraisse, Michel Siffre, Nadine Zuili, « Les variations circadiennes du temps de réaction et du tempo spontané au cours d'une expérience « hors du temps » », L'année psychologique, presses universitaires de France, vol. 70,‎ 1970, p. 347-356 (lire en ligne, consulté le 20 novembre 2017).
- Expériences hors du temps - L'aventure des spéléonautes, Fayard, 1972 - N° d'édition : 4703.
- Dans les abîmes de la terre, Flammarion, 1975  (ISBN 9782082004305)
- Des merveilles sous la terre, Hachette, cop. 1976  (ISBN 9782724200447)
- L'or des gouffres: découvertes dans les jungles mayas, Flammarion, 1979.
- Mystérieuses civilisations dans les entrailles de la terre, album collection « Connaissance de l'étrange », Éditions Alain Lefeuvre, 1979  (ISBN 2-902639-04-X)
- À la recherche de l'art des cavernes du pays Maya, A. Lefeuvre, 1979  (ISBN 9782902639045)
- Les animaux des gouffres et des cavernes, Hachette, 1979  (ISBN 9782010035722)
- Stalactites, stalagmites, cop. 1984.
- Découvertes dans les grottes mayas, Arthaud, 1993  (ISBN 9782700310191)
- La France des grottes et cavernes, Privat, 1999  (ISBN 9782708991590)
- France culture a consacré trois émissions à Michel Siffre les 23 et 24 avril 2022 ainsi que le 11 décembre 2024, à la suite de son décès l'été précédent [lire en ligne]

#### Bases de données et dictionnaires
- Ressource relative à plusieurs domaines :   - Radio France
- Ressource relative à la recherche :   - Persée
- Notice dans un dictionnaire ou une encyclopédie généraliste :   - Visuotinė lietuvių enciklopedija
- Notices d'autorité :   - VIAF
  - ISNI
  - BnF (données)
  - IdRef
  - LCCN
  - Espagne
  - Israël
  - Tchéquie
  - Lettonie
  - WorldCat